# Chris Menges
Chris Menges (ur. 15 września 1940 w Kington, w hrabstwie Herefordshire) – brytyjski operator i reżyser filmowy. Dwukrotny laureat Oscara za najlepsze zdjęcia.
Karierę zaczynał od kręcenia filmów dokumentalnych. Był autorem zdjęć do filmów czołowych brytyjskich reżyserów – Kena Loacha (Kes 1968), Stephena Frearsa (Gumshoe 1971) oraz Billa Forsytha (Biznesmen i gwiazdy 1983). W połowie lat 80. był operatorem dwóch obrazów Rolanda Joffé. Zarówno nakręcone w 1984 Pola śmierci jak i dwa lata późniejsza Misja na stałe weszły do historii kina, a Menges odebrał Oscara za zdjęcia do obu tych filmów.
W 1988 zaczął reżyserować i przez niemal dekadę nie pracował jako operator. Debiutował ciepło przyjętym na 41. MFF w Cannes Światem na uboczu (1988), podejmującym problematykę apartheidu. Kolejne próby reżyserskie okazały się jednak niewypałami, a on sam wrócił za kamerę i pracował dalej jako operator.

## Reżyseria
- Świat na uboczu (A World Apart 1988)
- Przeciwności (Criss Cross 1992)
- The Lost Son (1999)